# Posta Cambio Zalazar
Posta Cambio Zalazar, también citada como Posta Cambio a Zalazar, es una pequeña localidad del departamento Patiño, en la provincia de Formosa, Argentina.
Se encuentra en el kilómetro 1.608 de la RN 86, en la intersección con la RP 28.

## Población
Cuenta con 603 habitantes (Indec, 2010), lo que representa un incremento del 69% frente a los 356 habitantes (Indec, 2001) del censo anterior.